# 狼山镇
狼山镇，是中国内蒙古自治区巴彦淖尔市临河区下辖的一个乡镇级行政单位。

## 行政区划
狼山镇共辖以下地区：
迎丰村、迎胜村、民强村、先锋村、富义村、永长村、红光村、福增村、永增村、新民村、永丰村、永乐村、富强村、幸福村、光明村、西乐村、巴音村、爱国村、爱丰村。